# 信販会社
信販会社（しんぱんがいしゃ）とは、販売信用を主な事業とする会社である。
なお、「信販会社等」という場合は、メーカー系クレジット会社及び中小小売商団体が含まれる。

## 概説
販売信用を営む会社には小売などの業務を営むものも含まれるが、信販会社は販売信用をメインとするものを指す。
なお、信販会社の営む事業が割賦販売法（昭和36年法律第159号）に規定する「包括信用購入あつせん」・「個別信用購入あつせん」のいずれか又は両方に当たる場合は、同法に基づいて「包括信用購入あつせん業者」・「個別信用購入あつせん業者」のいずれか又は両方の登録を受けなければならない。

## 貸金業者との違い
貸金業法（昭和58年法律第32号）に基づく「貸金業者」と混同される場合があるが、販売信用は商品やサービスの代金を立替払し、後から請求する形であり、金銭の貸付けを行う訳ではない（同法に触れないようにこのような契約形態となっている）。
なお、信販会社が貸金業を営もうとする場合は、同法に基づいて登録を受けなければならない（信販会社の多くは同法に基づいて登録を受けている）。

## 歴史
信販会社はチケットやクーポンによる間接割賦販売を行う会社としてスタートした。百貨店の加盟もあり業績を伸ばしていくが、百貨店と中小小売商団体との論争に巻き込まれる形で、法律や通産省通達により活動への制限が加えられた。この状況を打破すべく、貸金業法や銀行法の制限を受けない立替払契約方式を開発、その後、消費者金融にもサービスを拡大し、業績を伸ばしていった。
立替払契約方式が開発された背景は、加盟店が代金受取時に支払う手数料（手数料は代金の3～3.5%が主流）が、立替払の純粋な手数料等である（手数料説）か、貸金業法や銀行法の利子等である（利子説）かという論争があり、後者とされれば貸金業法等の制約を受けるため、前者が適用されるような契約形態となっている。但し、税法や会計基準等では利子説に近い場合もある（消費税法では利子説を採っているため非課税とされている）。

## 主な信販会社
括弧内は登記上の本店の所在地を示す。

### 大手・中堅
- 株式会社ジャックス （北海道函館市）
- 株式会社オリエントコーポレーション （東京都千代田区)
- 株式会社オリコプロダクトファイナンス （東京都千代田区）
- プレミア株式会社（東京都港区）
- 株式会社アプラス （大阪府大阪市浪速区）

### 地域系
- 福島信用販売株式会社 （福島県郡山市）
- 株式会社近畿信販 （京都府京都市上京区）
- 京都信販株式会社 （京都府京都市中京区）
- 株式会社エヌケーシー （鳥取県鳥取市）
- 株式会社トワライズ （鳥取県米子市)
- 株式会社エヌ・シー・ビー （高知県高知市）
- 九州日本信販株式会社 （福岡県北九州市八幡東区）
- 株式会社オーシー （大分県大分市）
- 株式会社宮崎信販 （宮崎県宮崎市）
- 株式会社OCS （沖縄県那覇市）

## 主なメーカー系クレジット会社
括弧内は登記上の本店の所在地を示す。

### 自動車メーカー系

#### 国内系
- 株式会社日産フィナンシャルサービス （千葉県千葉市美浜区）
- 三菱自動車ファイナンス株式会社 （東京都港区）
- スバルファイナンス株式会社 （東京都渋谷区）
- 株式会社ホンダファイナンス （東京都武蔵野市）
- スズキファイナンス株式会社 （静岡県浜松市中央区）
- トヨタファイナンス株式会社 （愛知県名古屋市西区）
- マツダクレジット株式会社 （大阪府大阪市北区）
- ダイハツ信販株式会社 （大阪府池田市）

#### 外資系
- メルセデス・ベンツ・ファイナンス株式会社 （千葉県千葉市美浜区）
- ビー・エム・ダブリュー・ジャパン・ファイナンス株式会社 （東京都港区）
- ポルシェファイナンシャルサービスジャパン株式会社 （東京都港区）
- フォルクスワーゲン・ファイナンシャル・サービス・ジャパン株式会社 （東京都品川区）

### 電機メーカー系
- シャープファイナンス株式会社 （東京都千代田区）
- 三井住友トラスト・パナソニックファイナンス株式会社 （東京都港区）
- 三菱電機フィナンシャルソリューションズ株式会社 （東京都品川区）